# Telefant
Telefant war eine Spielshow für Kinder. Sie wurde von 1985 bis 1988  einmal im Monat im Samstag-Nachmittagsprogramm der ARD ausgestrahlt. Moderator war Michael Schanze.
Neun Monate lang lief die 90-Minuten-Sendung monatlich am Samstag um 15.00 Uhr, ab Mitte 1986 in unregelmäßigen Abständen. Insgesamt gab es 15 Folgen. 
Der namensgebende Telefant war der Schiedsrichter der Sendung.